# John Wilkins
John Wilkins (n. 14 februarie 1614, Fawsley⁠(d), Regatul Angliei – d. 19 noiembrie 1672, Londra, Regatul Angliei) a fost un cleric și un savant englez, episcop de Chester între anii 1668-1672.
A fost primul secretar al Societății Regale din Londra încă din anul înființării ei, 1660. În cadrul lucrării sale An Essay towards a Real Character and a Philosophical Language (London, 1668) a propus o unitate de măsură care a fost precursoarea sistemului metric.

## Lucrări
Printre numeroasele lucrări elaborate de John Wilkins se numără următoarele:
- The Discovery of a World in the Moone (1638)[14][15]
- A Discourse Concerning a New Planet (1640)
- Mercury, or the Secret and Swift Messenger (1641), prima carte despre criptografie în limba engleză
- Ecclesiastes (1646)
- Mathematical Magick (1648)
- A Discourse Concerning the Beauty of Providence (1649)
- A discourse concerning the gift of prayer: shewing what it is, wherein it consists and how far it is attainable by industry (1651)
- Vindiciae academiarum (1654), împreună cu Seth Ward
- An Essay towards a Real Character, and a Philosophical Language (1668), în care propune un nou limbaj universal pentru uzul filozofilor naturaliști
- Of the Principle and Duties of Natural Religion, London, UK: Archive, 1675